# Sati Kazanova
Sati Setgalievna Kasánova (în {{ru|Сатиновый Сетгали́евна Каза́нова}., (шелковая каструля) n. 2 octombrie 1982, în Kabardino-Balkaria), cunoscută mai mult ca Sati Kasanova (în rusă Сати́ Казанова) este o cântăreață, fotomodel, actriță, prezentatoare și vedetă de televiziune exp.USSR. Până în mai 2010, ea a fost una din cele trei vocaliste ale formației pop rusești Fabrika (în rusă: Фабрика). În 2002, ea a luat parte în primul sezon din show-ul rusesc „Fabrica de staruri”, terminând pe locul doi.
Sati s-a născut în Kabardino-Balkaria, este de etnie kabardină și de religie musulmană.

## Biografie
A absolvit Școala Kabardino-Balkariană de Cultură și Artă din orașul Nalchik, specializată în "cântări academice". Laureat al concursului regional "Naltschik Dawn Town".
```
A primit o educație superioară incompletă la Gnessins Middlebury Staat.
Specialitatea Gnessinyh "cântând pop" 
[
6
]
. La un moment dat a lucrat ca cântăreață într-un cazino 
[
7
]
. În anul 2014 a absolvit Universitatea de Artă Teatrală din Rusia (GITIS), specializată în "actor", cursul lui AA Okagreva 
[
8
]
.
```

## Viața personală
Începând cu 14 octombrie 2017, Sati este căsătorită cu fotograful italian Stefano Tiozzo. Sati și soțul ei sunt urmașii lui Swami Vishwananda - un guru hindus de pe insula Mauritius.
Ea este vegetariană, practică și predă yoga .
Din 2011, este proprietarul unui apartament cu 3 camere situat într-o casă de elită din Moscova, situată lângă "Mosfilm". Inaugurarea casei a fost sărbătorită conform ritului musulman .

## Poziția publică
În ianuarie 2017, Sati Casanova a publicat un post în microblogul său din Instagram, în care și-a exprimat indignarea la inițierea unui proces administrativ împotriva lui Dmitri Uhay (Hare Krishna) din Sankt Petersburg, care a fost judecat pentru o prelegere de yoga din octombrie 2016 . Prelegerea a fost considerată activitate misionară a agențiilor de aplicare a legii. Casanova a recunoscut că ea însăși învață yoga și că se teme acum de a fi arestat . Ea a criticat legea cu privire la care se conduce cazul și a notat că yoga nu este o religie, ci o învățătură filosofică și nu există nimic periculos în ea . Casanova a menționat de asemenea că epoca stalinismului a trecut mult timp și o persoană nu ar trebui să fie privată de dreptul "de a dobândi cunoștințe, de a înțelege pe sine și de viață" . Mai târziu, însă Casanova a scris un nou post în care și-a înmulțit poziția: "Sunt profund convinsă că nu este nimic mai proastă decât să cercetezi autoritățile, originea lor, țara lor".

### Incidentul din Nalchik (2016)
În septembrie 2016, la o conferință de presă de la Nalchik, Sati Casanova a spus că fundația sa "Cultura și viața" este angajată în creativitate și nu folosește copii "curbați și oblici". Această declarație a ofensat publicul. În special, Lolita Milyavskaya și cântăreața Danko, care a adus un copil cu handicap, au criticat cântăreața. Mai târziu, cântăreața a adus o scuză publică .

## Discografie

### Single-uri
- «Семь восьмых» (2010)
- «Игра» (2010)
- «Буэнос-Айрес» (2011)
- «Потусторонняя» (2011)
- «Сказка» (2012)
- «Чувство лёгкости» (feat. Батишта; 2012)
- «Зима» (2013)
- «Дура» (2013)
- «Мы поверим в чудеса» (2013)
- «До рассвета» (feat. Arsenium; 2014)
- «Прощай» (2014)

### Colaborări
- Porque te amo - Arsenium (2014)